# 12 Heures de Sebring 1965
Navigation
Édition précédente Édition suivante
Les 12 Heures de Sebring 1965 sont la 14e édition de l'épreuve et la 2e manche du championnat du monde des voitures de sport 1965. Elles ont été remportées le 27 mars 1965 par la Chaparral Cars no 3 de Chaparral Cars pilotée par Jim Hall et Hap Sharp.

## Circuit

Le Sebring International Raceway, cadre des 12 Heures de Sebring 1965.

Les 12 Heures de Sebring 1965 se déroulent sur le Sebring International Raceway situé en Floride. Il est composé de deux longues lignes droites, séparées par des courbes rapides ainsi que quelques chicanes. Le tracé actuel diffère de celui de l'époque. Ce tracé a un grand passé historique car il est utilisé pour des courses automobiles depuis 1950. Ce circuit est célèbre car il a accueilli la Formule 1.

## Résultats
Voici le classement au terme de la course.
- Les vainqueurs de chaque catégorie sont signalés par un fond jauni.

| 1            | SR + 2.0 | 3  | Chaparral Cars                 | Jim Hall Hap Sharp                               | Chaparral 2A                   | 196 |
| 2            | P + 4.0  | 11 | Al Dowd                        | Ken Miles Bruce McLaren                          | Ford GT40                      | 192 |
| 3            | P 4.0    | 31 | David Piper Auto Racing Ltd.   | David Piper Anthony Maggs                        | Ferrari 250 LM                 | 190 |
| 4            | GT 5.0   | 15 | Shelby-American Inc.           | Bob Bondurant Jo Schlesser                       | Shelby Cobra Daytona Coupé     | 187 |
| 5            | GT 2.0   | 40 | Porsche Automobile Co.         | Lake Underwood Günter Klass                      | Porsche 904 GTS                | 185 |
| 6            | GT 2.0   | 39 | Porsche Automobile Co.         | Joe Buzzetta Ben Pon                             | Porsche 904 GTS                | 185 |
| 7            | GT 5.0   | 14 | Shelby-American Inc.           | Bob Johnson Tom Payne                            | Shelby Cobra Daytona Coupe     | 185 |
| 8            | SR + 2.0 | 33 | Kleiner Racing Enterprises     | Umberto Maglioli Giancarlo Baghetti              | Ferrari 275P                   | 184 |
| 9            | P 2.0    | 38 | Porsche Automobile Co.         | Gerhard Mitter Herbert Linge                     | Porsche 904/8                  | 184 |
| 10           | GT 2.0   | 38 | Precision Motors               | Scooter Patrick (de) Dave Jordan                 | Porsche 904 GTS                | 183 |
| 11           | P 4.0    | 29 | Mecom Racing Team              | Walt Hansgen Mark Donohue                        | Ferrari 250LM                  | 183 |
| 12           | P 4.0    | 32 | Ed Hugus                       | Ed Hugus Tom O'Brien Charlie Hayes Paul Richards | Ferrari 275P                   | 182 |
| 13           | GT 5.0   | 12 | Shelby-American Inc.           | Ed Leslie Allen Grant                            | Shelby Cobra Daytona Coupe     | 178 |
| 14           | P + 4.0  | 2  | George Wintersteen             | George Wintersteen Peter Goetz Ed Diehl          | Chevrolet Corvette Grand Sport | 175 |
| 15           | P 2.0    | 61 | Donald Healey Motor Co.        | Clive Baker Rauno Aaltonen                       | Austin-Healey Sebring Sprite   | 175 |
| 16           | GT 1.6   | 58 | Autodelta S.p.A.               | Jean Rolland Bernard Consten                     | Alfa Romeo Giulia TZ           | 175 |
| 17           | GT 3.0   | 34 | Donald Healey Motor Co.        | Paul Hawkins Warwick Banks                       | Austin-Healey 3000             | 175 |
| 18           | P 2.0    | 62 | Donald Healey Motor Co.        | Paddy Hopkirk Timo Mäkinen                       | Austin-Healey Sebring Sprite   | 175 |
| 19           | GT 5.0   | 17 | Shaw Racing Team               | Dick Thompson Graham Shaw                        | Shelby Cobra                   | 173 |
| 20           | GT 2.0   | 44 | Briggs Cunningham              | Briggs Cunningham John Fitch Bill Bencker        | Porsche 904 GTS                | 173 |
| 21           | GT 5.0   | 16 | Shelby-American Inc.           | Lew Spencer Jim Adams Phil Hill                  | Shelby Cobra Daytona Coupe     | 173 |
| 22           | SR + 2.0 | 4  | Chaparral Cars.                | Ronnie Hissom Bruce Jennings                     | Chaparral 2A                   | 173 |
| 23           | P 4.0    | 81 | Fong Racing Associates         | Willy Mairesse Mauro Bianchi                     | Ferrari 275P                   | 171 |
| 24           | GT 1.6   | 56 | Autodelta S.p.A.               | Roberto Bussinello Andrea de Adamich             | Alfa Romeo Giulia TZ           | 170 |
| 25           | P 2.0    | 49 | British Motor Corp.            | Frank Morrill Merle Brennan                      | MGB                            | 169 |
| 26           | GT 1.3   | 68 | British Motor Corp.            | Andrew Hedges Roger Mac                          | MG Midget                      | 168 |
| 27           | GT 1.6   | 57 | Autodelta S.p.A.               | Bruno Deserti Teodoro Zeccoli                    | Alfa Romeo Giulia TZ           | 167 |
| 28           | GT 2.0   | 53 | R.B.M. Motors                  | Jack Ryan Ted Tidwell                            | Porsche 904 GTS                | 163 |
| 29           | GT 1.3   | 67 | Standard Triumph Inc.          | Ed Barker Duane Feuerhelm Mike Rothschild        | Triumph Spitfire               | 163 |
| 30           | GT 1.3   | 66 | Standard Triumph Inc.          | Bob Tullius Charlie Gates                        | Triumph Spitfire               | 162 |
| 31           | GT 1.6   | 54 | David McClain                  | David McClain Leland Dieas                       | Porsche 356SC                  | 158 |
| 32           | GT 2.0   | 48 | British Motor Corp.            | Brad Picard Al Pease                             | MGB                            | 151 |
| 33           | GT + 5.0 | 5  | George Robertson               | George Robertson Dick Boo                        | Chevrolet Corvette Sting Ray   | 145 |
| 34           | P 2.0    | 60 | Turner Cars Ltd.               | Al Rogers George Waltman                         | Turner Sprint Special          | 143 |
| 35           | P + 4.0  | 1  | Ridgeway Racing Inc.           | Delmo Johnson Dave Morgan                        | Chevrolet Corvette Grand Sport | 137 |
| 36           | GT 1.6   | 59 | Duchess Auto Inc.              | Peter Pulver Lance Pruyn Newton Davis            | Lotus Elan                     | 127 |
| 37           | GT 1.3   | 69 | Societe des Automobiles Alpine | Frank Manley Kenneth Sellers                     | Alpine A110                    | 99  |
| 38           | GT 2.5   | 37 | Barry Martin                   | Barry Martin Craig Hill                          | Triumph TR4                    | 95  |
| 39           | GT 1.3   | 71 | Howard Hanna                   | Howard Hanna Richard Toland                      | René Bonnet Djet               | 95  |
| 40           | GT 2.4   | 25 | Jaguar Car Inc.                | Dave Hull Bob Kingham                            | Jaguar E-Type                  | 95  |
| Abandons     |          |    |                                |                                                  |                                |     |
| 41           | P 4.0    | 26 | Scuderia Bear                  | Bob Grossman Skip Hudson                         | Ferrari 330 P                  | 143 |
| 42           | SR + 2.0 | 30 | Mecom Racing Team              | Pedro Rodríguez Graham Hill                      | Ferrari 330P                   | 133 |
| 43           | P + 4.0  | 9  | Bizzarrini Automobili          | Charlie Rainville Mike Gammino                   | Iso Grifo A3C                  | 122 |
| 44           | P 4.0    | 27 | John Fulp                      | Charlie Kolb John Fulp                           | Ferrari 330P                   | 104 |
| 45           | GT 2.0   | 45 | Peter Gregg                    | George Barber Peter Gregg                        | Porsche 904 GTS                | 99  |
| 46           | GT 5.0   | 18 | Ed Lowther                     | Ed Lowther Bob Nagel                             | Shelby Cobra                   | 93  |
| 47           | P 2.0    | 52 | Ginetta Cars Ltd.              | Jack Walsh Gordon Browne Peter Keith             | Ginetta G4R                    | 82  |
| 48           | SR + 2.0 | 21 | Greenwich Autos Inc.           | Sherman Decker Oscar Koveleski                   | Cooper T61 Monaco              | 70  |
| 49           | GT 1.6   | 55 | Autodelta S.p.A.               | Gaston Andrey Chuck Stoddard                     | Alfa Romeo Giulia TZ           | 66  |
| 50           | GT 5.0   | 20 | Gerber-Payne Ford              | George Reed Dan Gerber                           | Shelby Cobra                   | 64  |
| 51           | GT + 5.0 | 6  | Ken Hablow                     | Donald Yenko John Bushell                        | Chevrolet Corvette Sting Ray   | 61  |
| 52           | SR + 2.0 | 22 | Mecom Racing Team              | John Cannon Jack Saunders                        | Lola T70                       | 55  |
| 53           | GT 1.3   | 70 | Fred Baker                     | Fred Baker Bill Kirtley                          | Alpine A110                    | 53  |
| 54           | GT 2.0   | 51 | Art Riley                      | Art Riley Nick Cone                              | Volvo P1800                    | 51  |
| 55           | GT 1.3   | 64 | Crespi Motors                  | John Norris Roger Heftler                        | Lotus Elite                    | 46  |
| 56           | SR + 2.0 | 23 | All American Racers Inc.       | Dan Gurney Jerry Grant                           | Lotus 19J                      | 43  |
| 57           | P + 4.0  | 10 | Ken Miles                      | Richie Ginther Phil Hill                         | Ford GT40                      | 37  |
| 58           | GT 2.0   | 46 | Art Swanson                    | Art Swanson Robert Ennis                         | Abarth-Simca 2000GT            | 36  |
| 59           | GT 2.0   | 42 | Carl Lindell Co.               | David Lane Chuck Cassel                          | Porsche 904 GTS                | 36  |
| 60           | GT 3.0   | 35 | Peter Clarke                   | Skip Scott Peter Clarke                          | Ferrari 250 GTO                | 35  |
| 61           | GT 1.3   | 63 | Scuderia Bear                  | Richard Holquist Millard Ripley                  | Abarth-Simca 1300 Bialbero     | 27  |
| 62           | GT 4.0   | 28 | Richard Robson                 | Richard Robson Art Baggely                       | Jaguar E-Type                  | 26  |
| 63           | P 2.0    | 53 | Competition Components Inc.    | Ray Cuomo John Bentley                           | Beach Mk.8                     | 16  |
| 64           | P + 4.0  | 8  | Bizzarrini Automobili          | Silvio Moser Mario Casoni                        | Iso Grifo A3C                  | 16  |
| 65           | GT 1.3   | 82 | British Motor Corp.            | Chuck Tannlund John Wagstaff                     | MG Midget                      | 7   |
| 66           | GT 1.3   | 65 | Standard Triumph Inc.          | Peter Bolton (de) Mike Rothschild                | Triumph Spitfire               | 5   |
| Non-partants |          |    |                                |                                                  |                                |     |
| 67           | GT + 5.0 | 7  | Jack Wybenga                   | Jack Wybenga Harry Jackson                       | Chevrolet Corvette Sting Ray   |     |
| 68           | GT 5.0   | 19 | Arthur Harrison                | Pete Harrison Lin Coleman                        | Shelby Cobra                   |     |
| 69           | GT 2.0   | 47 | Faza Motorsport                | John Wagstaff Jody Porter                        | Abarth-Simca 2000GT            |     |
| 70           | P 2.0    | 50 | Abglian Racing Dev.            | Richard Wrottesley Trevor Taylor                 | Elva Mk.8                      |     |
| 71           | GT 2.0   | T  | Porsche Automobile Co.         |                                                  | Porsche 904 GTS                |     |